# Bataille de Culpeper Court House
La bataille de Culpeper Court House est une bataille de la guerre de Sécession, livrée le 13 septembre 1863, en Virginie. Elle met aux prises des forces nordistes commandées par le major général Pleasonton et des forces sudistes commandées par le lieutenant général JEB Stuart. Elle présente la particularité d'être l'une des peu nombreuses batailles de cavalerie du conflit.

## Le contexte

### Le contexte militaire
Après Gettysburg, en juillet, l'armée sudiste commandée par Robert Lee avait repassé le Potomac et regagné la Virginie, s'établissant sur la rivière Rapidan pour se réorganiser. Amputée du corps d'armée de Longstreet, envoyé soutenir l'armée du Tennessee, elle semblait plus vulnérable à une attaque nordiste.
Le général Meade veut l'attaquer. Il prévoit de tourner l'aile gauche sudiste. La prise de Culpeper Court House sera le premier temps de sa manœuvre.

## Les forces en présence

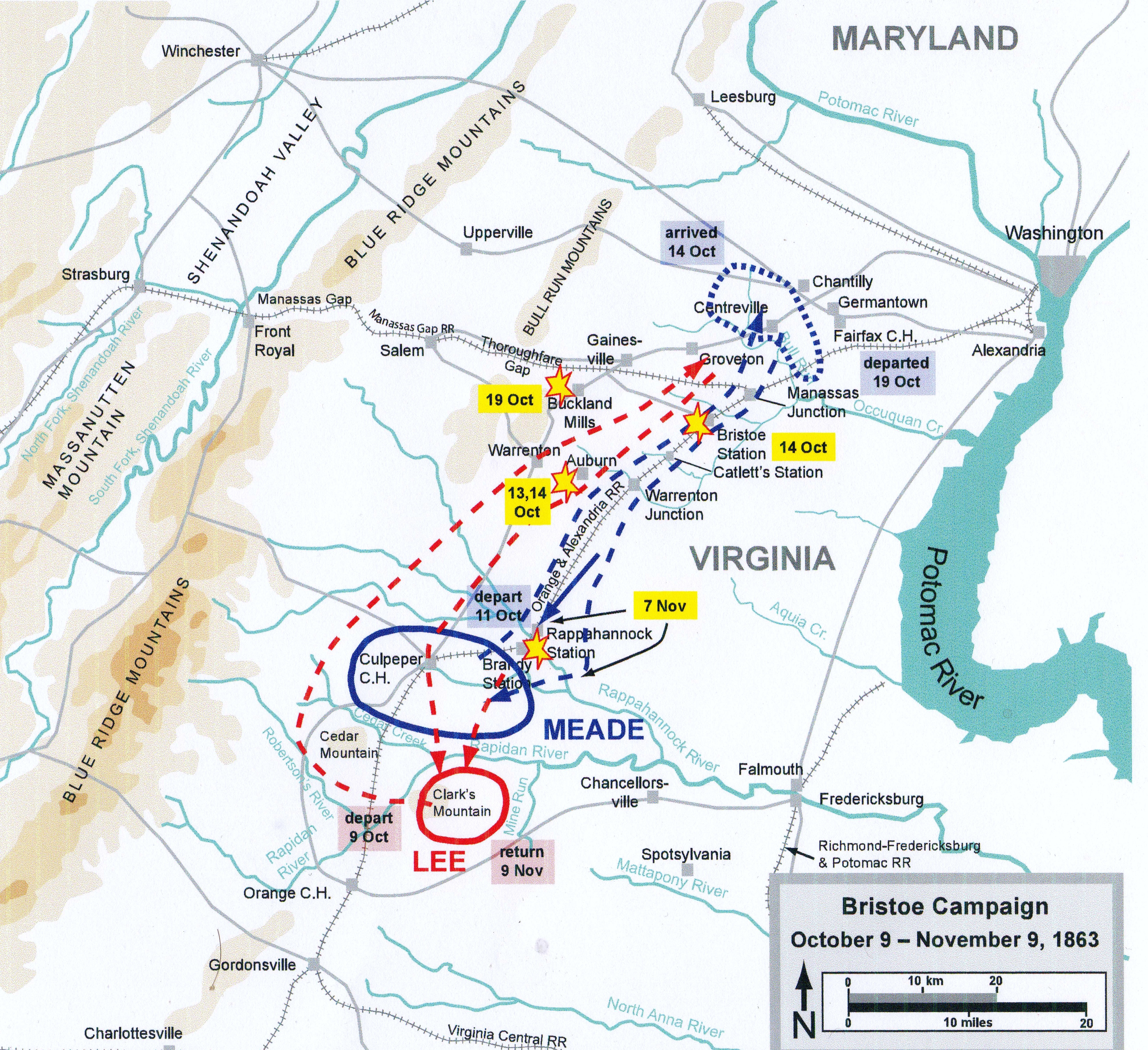
Carte des opérations de la campagne de Bristoe
sudistes
nordistes

### Forces nordistes
Il s'agit du Corps de Cavalerie de l'Armée du Potomac. Il aligne 10 000 cavaliers, environ, en 3 divisions. Chacune comprend 2 ou 3 brigades de plusieurs régiments. Un régiment comprend, en théorie, 12 compagnies d'une centaine de cavaliers chacune. Dans la pratique, l'effectif est bien plus faible.
- Division J. Buford
- 1re brigade
  - 8e Illinois
  - 8e New-York
  - 3e Indiana
  - 12e Illinois.
- 2e brigade
  - 6e New-York
  - 9e New-York
  - 17e Pennsylvanie
  - 3e Virginie de l'ouest
- 3e brigade
  - 6e Pennsylvanie
  - 1er US[1]
  - 2e US
  - 5e US
  - 6e US
- Division Gregg
- 1re brigade
  - 1er Maryland
  - 1er New-Jersey
  - 1er Pennsylvanie
  - 3e Pennsylvanie
- 2e brigade
  - 2e New-York
  - 4e New-York
  - 6e Ohio
  - 8e Pennsylvanie
- 3e brigade
  - 1er Maine
  - 10e New-York
  - 4e Pennsylvanie
  - 16e Pennsylvanie
- Division Kilpatrick
- 1re brigade
  - 5e New-York
  - 18e Pennsylvanie
  - 1er Vermont
  - 1er Virginie de l'ouest
- 2e brigade (Brigadier general George A Custer)
  - 1er Michigan
  - 5e Michigan
  - 6e Michigan
  - 7e Michigan

- Artillerie montée rattachée [2]
- 1re brigade
  - 9e Michigan
  - 6e New-York
  - B & L, 2e US[3]
  - M, 2e US
  - E, 4e US
- 2e brigade
  - E, 1er US
  - K, 1er US
  - A, 2e US
  - C, 3e US

### Forces sudistes
Il s'agit aussi d'un corps de cavalerie, sous les ordres de J.E.B. Stuart, 5 brigades en 2 divisions et avec 1 bataillon d'artillerie.

## Déroulement du combat

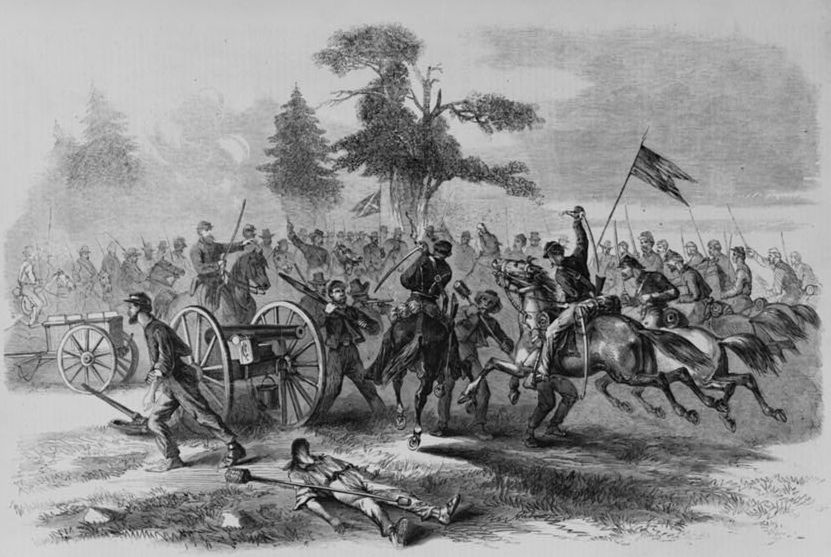
les cavaliers de Custer chargent et s'emparent de 2 canons.

Le 12 septembre 1863, le corps de Pleasanton passe à gué la rivière Rappahanock et bivouaque près de Sulphur Spring. Le lendemain, à l'aube, il se dirige sur Culpeper. Il suit la voie ferrée. La division Kilpatrick est sur la gauche des rails; à sa droite, de l'autre côté des rails, la division Buford; à droite de cette dernière, la division Gregg. Le dispositif adopté est un ordre mixte, certains des régiments étant déployés en ligne, les autres en colonne. Les batteries d'artilleries montées suivant en arrière.
Formé en 3 colonnes, les nordistes dispersent les avant-postes confédérés. Devant Culpeper, à 13h00, la brigade Custer charge et s'empare de la position que les sudistes avaient établi près du dépôt de chemin de fer, faisant une centaine de prisonniers et prenant 2 canons.
Les 3 divisions nordistes convergent alors sur la ville de Culpeper et repoussent leurs adversaires et à la fin de la journée, ceux-ci auront repassé la Rapidan. Les nordistes ne poussent pas plus loin leur avantage.
La ville de Culpeper est officiellement occupée par le IIe Corps fédéral, bien que ses unités (d'infanterie) n'aient pas participé au combat.

## Conséquences
La victoire nordiste sera sans conséquences. Quelques jours plus tard, l'Armée du Potomac perdra 2 corps d'armée, envoyés renforcer les troupes combattant dans la vallée du Tennessee, ce qui enterrera les plans d'offensive nordiste. Et ce seront les sudistes qui initieront les opérations de la campagne de Bristoe.

## Sources
- (en) Cet article est partiellement ou en totalité issu de l’article de Wikipédia en anglais intitulé « Battle of Culpeper Court House » (voir la liste des auteurs).
- (en) James McPherson, The atlas of the civil war, Courage Books, 2005,  (ISBN 978-0-7624-2356-9), pages 138-139.
- (en) Mark M Boatner III, The Civil War Dictionary, Vintage Books, 1959, réédition 1987,  (ISBN 0-679-73392-2), pages 87–88.
- (en) Shelby Foote, The Civil War, a narrative, tome 2, Vintage Books, 1963,  (ISBN 0-394-74621-X), pages 792-794.